# 牧歌組合
牧歌組合（ぼくかくみあい）は、1990年代初頭、東京で活動した3人組のバンド。
中国の二胡の曲、クロンチョン、モンゴルの馬頭琴曲、オールド・ジャズ・スタンダード、バルトーク・ベーラなど、広義のカントリー・ミュージックソングの追求をテーマとしていた。オリジナル曲は全メンバーにより書かれていた。ニューヨークのAIN'T NOTHIN' BUT A POLKA BAND（ポルカしかないぜバンド）のギタリスト、ジョン・キング来日の際には、共演ライブも行った。

## メンバー
- 山本郁子（ボーカル、ヴァイオリン）　元ピンクムーンなどに在籍。
- 服部夏樹（ギター、ラップスチール）　ラブジョイ、アンチャンプロジェクトなどに在籍。
- 小塚昌隆（コントラバス）　大熊亘ユニット、アフロブルーなどに在籍。